# Федорів Віталій Васильович
Віталій Васильович Федорів (нар. 23 січня 1977, село Братківці, Тисменицький район, Івано-Франківська область) — український діяч, заступник голови Івано-Франківської обласної державної адміністрації. Т.в.о. голови Івано-Франківської обласної державної адміністрації з 10 лютого по 24 квітня 2020 року.
Голова Івано-Франківської ОДА з 24 квітня по 5 листопада 2020 року.

## Життєпис
У вересні 1992 — червні 1995 року — студент Івано-Франківського комерційного технікуму. У вересні 1995 — червні 2000 року — студент Івано-Франківського державного технічного університету нафти і газу, економіка підприємства, інженер-економіст.
У серпні — жовтні 2000 року — менеджер відділу маркетингу та збуту ПК «Екопродукт» в Івано-Франківську. У січні — березні 2001 року — менеджер ПП фірми «Гол-Комп» в Івано-Франківську.
У березні — листопаді 2001 року — провідний економіст відділу планування та аналізу бюджету головного фінансового управління Івано-Франківської обласної державної адміністрації. У листопаді 2001 — травні 2002 року — заступник начальника відділу планування та аналізу бюджету головного фінансового управління Івано-Франківської обласної державної адміністрації.
У травні 2002 — жовтні 2005 року — начальник відділу фінансування місцевих органів влади і управління головного фінансового управління Івано-Франківської обласної державної адміністрації.
У 2004 році закінчив магістратуру Івано-Франківського національного технічного університету нафти і газу, державна служба, магістр державної служби.
У жовтні 2005 — квітні 2007 року — начальник управління фінансів невиробничої сфери головного фінансового управління Івано-Франківської обласної державної адміністрації.
У квітні 2007 — березні 2012 року — заступник начальника Контрольно-ревізійного управління в Івано-Франківській області. У березні 2012 — листопаді 2016 року — заступник начальника Державної фінансової інспекції в Івано-Франківській області.
У листопаді 2016 — жовтні 2017 року — заступник директора департаменту охорони здоров'я Івано-Франківської облдержадміністрації — начальник управління ресурсного і правового забезпечення‚ моніторингу та супроводу державних програм. У жовтні 2017 — листопаді 2018 року — заступник директора департаменту охорони здоров'я Івано-Франківської облдержадміністрації — начальник управління ресурсного і кадрового забезпечення‚ моніторингу та супроводу державних програм.
З 20 листопада 2018 року — заступник голови Івано-Франківської обласної державної адміністрації.
З 10 лютого по 24 квітня 2020 року — тимчасовий виконувач обов'язків голови Івано-Франківської обласної державної адміністрації.
З 24 квітня по 5 листопада 2020 року — голова Івано-Франківської обласної державної адміністрації.